# Kristina Šmigun-Vähi
Kristina Šmigun-Vähi (Tartu, 23 de fevereiro de 1977) é uma esquiadora estoniana que compete em provas de esqui de fundo. Šmigun conquistou duas medalhas de ouro nos Jogos Olímpicos de Inverno de 2006 em Turim, na Itália. E uma medalha de prata nos Jogos Olímpicos de Inverno de 2010 em Vancouver, Canadá. 